# M6 motorway (Irland)
Beim M6 motorway (englisch für „Autobahn M6“, irisch Mótarbhealach M6) handelt es sich um eine hochrangige Straßenverbindung in der Republik Irland. Gemeinsam mit dem M4 motorway verbindet er als West-Ost-Achse die Ballungsräume der Landeshauptstadt Dublin an der Ostküste mit Galway an der Westküste. Der Verlauf der Autobahn deckt sich größtenteils mit dem der National primary road N6. Zurzeit (2018) sind nur 18 der insgesamt 140 km nicht zur Autobahn ausgebaut, die beiden betroffenen Abschnitte werden auch als  ausgeschildert. Es handelt sich dabei um die Umfahrung der Stadt Athlone und um das letzte Stück der Straße, welches durch Galway führt.

## Verlauf
Offiziell beginnt der M6 motorway an einem Autobahndreieck als Verzweigung vom M4 motorway unmittelbar südlich der Kleinstadt Kinnegad im County Westmeath. Von dort aus folgt die Autobahn etwa der südlichen Grenze der Grafschaft Richtung Westen. Sie durchquert die zentralirische Ebene und passiert dabei die Siedlungen Rochfortbridge, Tyrrellspass, Kilbeggan und die Kleinstadt Moate, bevor sie nach ca. 58 km die Stadt Athlone an der Westgrenze der Grafschaft erreicht.
An der Anschlussstelle 8 endet der Autobahnvollausbau und die Straße wird fortan für die nächsten 7,7 km als  ausgeschildert. Dieser Teilbereich ist vollständig kreuzungsfrei, vierspurig ausgebaut und verfügt trotz der kurzen Distanz über insgesamt sechs Anschlussstellen. Im Zuge dessen wird Athlone nördlich entlang einiger Vororte umfahren. Mit der Überquerung des Shannon liegt die Nationalstraße nun im County Roscommon. Ab Anschlussstelle 13 beginnt wieder der voll zur Autobahn ausgebaute Abschnitt.
Der County Roscommon wird an seiner südlichen Spitze durchquert, ohne dabei eine größere Ortschaft zu erreichen. Die nächste wichtige Siedlung ist die weitere 21 km entfernte Kleinstadt Ballinasloe, die bereits zum County Galway gehört und südlich umfahren wird. Auch darüber hinaus zieht sich der Streckenverlauf stets in westlicher Richtung unter Passieren einer Mautstelle durch dünn besiedeltes Gebiet. bis nach nochmals etwa 40 km die Kleinstadt Athenry erreicht wird. Kurz danach befindet sich das im September 2017 fertiggestellte Autobahnkreuz, das einen Wechsel auf den M17 motorway Richtung Norden nach Tuam und auf den M18 motorway Richtung Süden nach Limerick ermöglicht. An der darauffolgenden Anschlussstelle 19 endet abermals der Autobahnvollausbau und ab Anschlussstelle 20 an der östlichen Stadtgrenze zu Galway zusätzlich die Kreuzungsfreiheit.
Über die letzten etwa 7,2 km verläuft die Nationalstraße durch einige östliche und nördliche Vororte von Galway, überquert den Fluss Corrib und endet schließlich nordwestlich des Stadtzentrums in einem Kreisverkehr, an der sich die Thomas Hynes Road und die Seamus Quirke Road kreuzen. Eine Weiterfahrt ist entlang der Nationalstraße N59 Richtung Clifden und entlang der Landstraßen R338 und R336 nach Rossaveal / Ros an Mhíl möglich.

## Ausbau
Da sich entlang der gesamten Strecke der M6 zurzeit (2018) keine einzige Raststätte befindet, ist die Errichtung zweier solcher Einrichtungen geplant. Eine davon soll zwischen den Anschlussstellen 7 und 8 knapp östlich von Athlone, die zweite zwischen Galway und dem Autobahnkreuz mit dem M17 und M18 (ASSt 18 und 19) entstehen.
Ebenso im Planungsstadium befindet sich die Neugestaltung des N6 im Bereich von Galway. Vorgesehen sind die weitgehende Herstellung von Kreuzungsfreiheit sowie die Verlängerung der Strecke bis in die westlichen Vororte der Stadt. Um dies zu erreichen, soll ein Neubau der Straße weiter stadtauswärts entstehen. Laut aktuellem Planungsstand (1. Juni 2018) wird die ASSt 20 umgestaltet, der Streckenverlauf nach Norden verlegt und der neue Endpunkt westlich des Küstendorfes Barna / Bearna etwa 9 km westsüdwestlich des Stadtzentrums von Galway entstehen.